# Pliniusita
La pliniusita és un mineral de la classe dels fosfats que pertany al grup de l'apatita. Rep el nom en honor de Gai Plini Segon (23/24 dC – 79), més conegut com Plini el Vell.

## Característiques
La pliniusita és un vanadat de fórmula química Ca₅(VO₄)₃F. Va ser aprovada com a espècie vàlida per l'Associació Mineralògica Internacional el 2020, sent publicada l'any 2021. Cristal·litza en el sistema hexagonal.
Segons la classificació de Nickel-Strunz pertany a «08.BN - Fosfats, etc. amb anions addicionals, sense H₂O, només amb cations de mida gran, (OH, etc.):RO₄ = 0,33:1» juntament amb els següents minerals: aradita, magganasita, fluorpiromorfita, fluorsigaiïta, fluoralforsita, alforsita, belovita-(Ce), clorapatita, mimetita-M, johnbaumita-M, fluorapatita, hedifana, hidroxilapatita, johnbaumita, mimetita, morelandita, piromorfita, fluorstrofita, svabita, turneaureïta, vanadinita, belovita-(La), deloneïta, fluorcafita, kuannersuïta-(Ce), hidroxilapatita-M, fosfohedifana, hidroxilpiromorfita, estronadelfita, fluorfosfohedifana, carlgieseckeïta-(Nd), vanackerita, miyahisaïta, pieczkaïta, hidroxilhedifana, parafiniukita, arctita, krügerita i goryainovita.
Les mostres que van servir per a determinar l'espècie, el que es coneix com a material tipus, es troben conservades a les col·leccions del Museu Mineralògic Fersmann, de l'Acadèmia de Ciències de Rússia, a Moscou (Rússia), amb els números de registre: 5202/1 i 5202/2.

## Formació i jaciments
Va ser descrita a partir de les mostres recollides a dos indrets: el camp de fumaroles del sud de la muntanya 1004, al Tolbàtxik (krai de Kamtxatka, Rússia), i el canó Nahal Morag, al Consell Regional de Tamar (Districte del Sud, Israel). També ha estat descrita al comtat de Bytom City, al Voivodat de Silèsia (Polònia), i a Sévérac-d'Aveyron, al municipi de Rodés, a Avairon (Occitània, França). Aquests quatre indrets són els únics de tot el planeta on ha estat descrita aquesta espècie mineral.